# Hinatuan
Hinatuan (Bayan ng Hinatuan) är en kommun i Filippinerna. Kommunen ligger på ön Mindanao, och tillhör provinsen Surigao del Sur. Folkmängden uppgår till 36 170 invånare.

## Barangayer
Hinatuan är indelat i 24 barangayer.
| - Baculin - Benigno Aquino (Zone I Pob.) - Bigaan - Cambatong - Campa - Dugmanon - Harip - La Casa (Pob) - Loyola - Maligaya - Pagtigui-an (Bitoon) - Pocto | - Port Lamon - Roxas - San Juan - Sasa - Tagasaka - Tagbobonga - Talisay - Tarusan - Tidman - Tiwi - Zone II (Sto. Niño.Pob.) - Zone III Maharlika (Pob.) |